# Heilige Brücke (Leipzig)

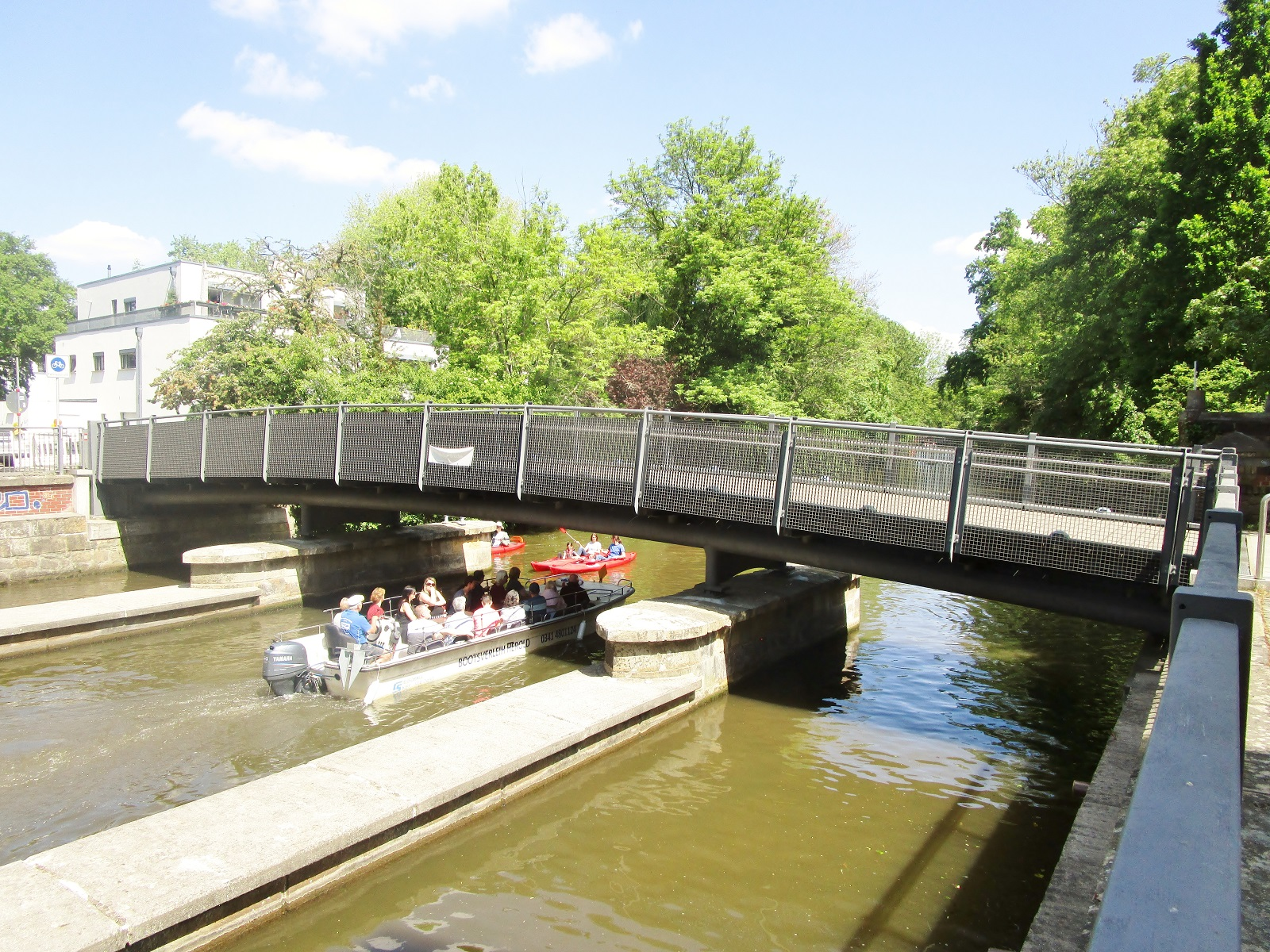
Heilige Brücke (2022)

Die Heilige Brücke ist eine Brücke für Fußgänger und Radfahrer in Leipzig. Sie führt über den Elstermühlgraben, der hier den alten Flusslauf der Weißen Elster nutzt.

## Lage und Gestalt

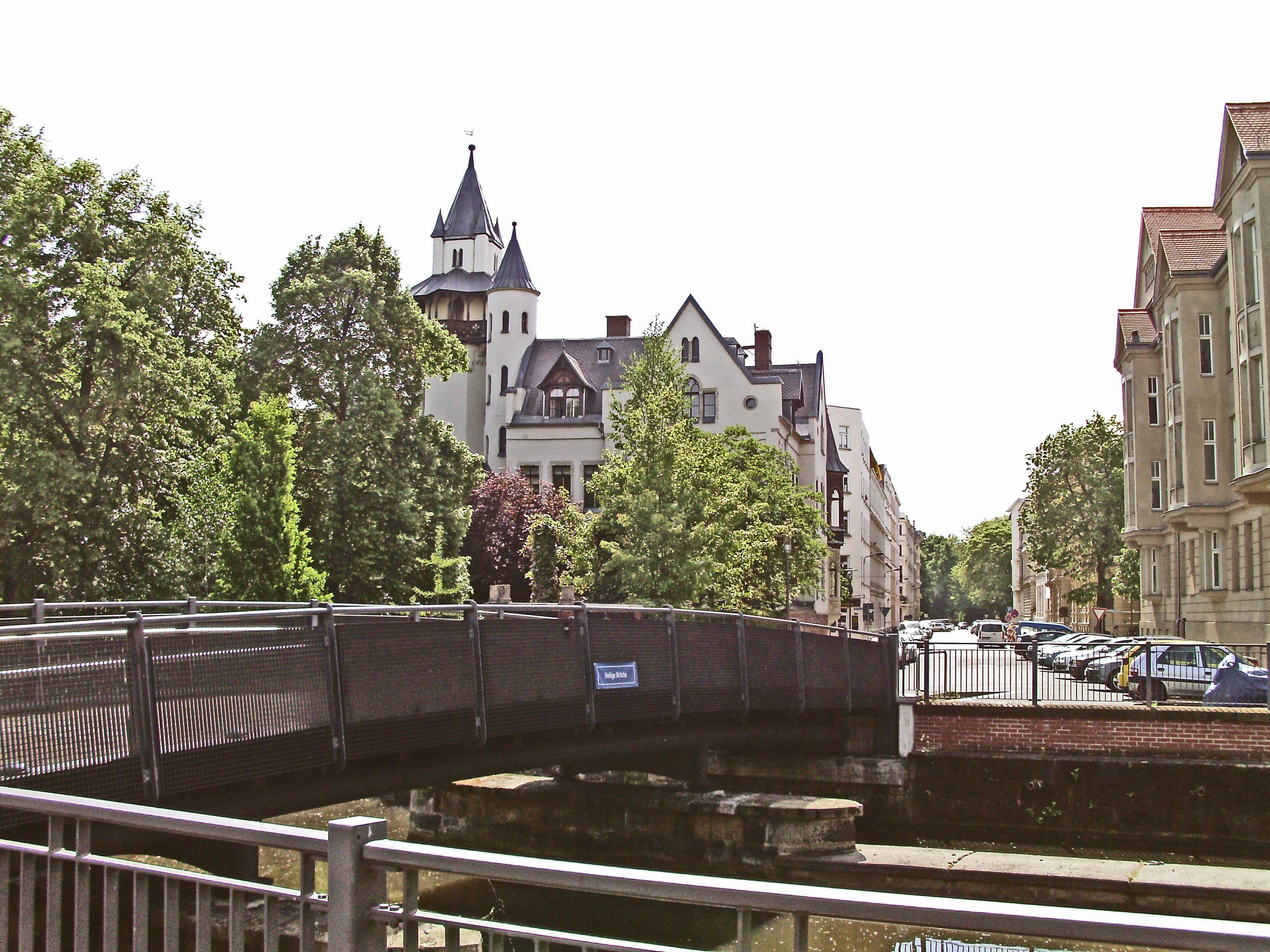
Heilige Brücke mit Blick in die Moschelesstraße mit der Villa zur Julburg (2012)

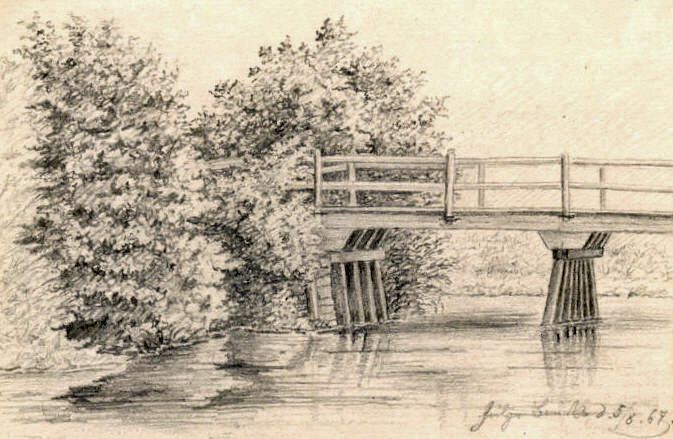
Heilige Brücke 1867

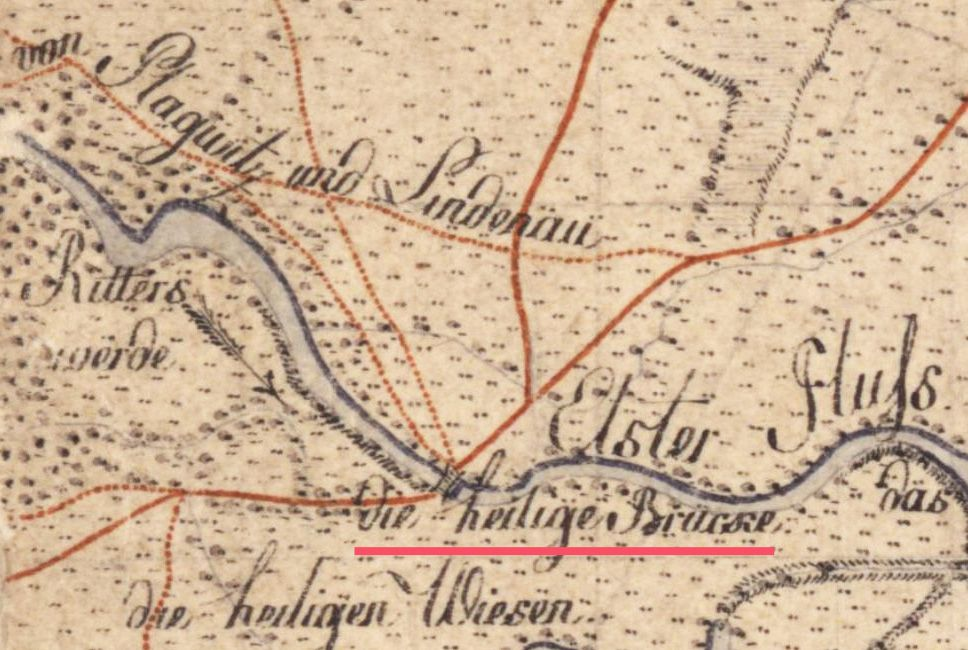
Die Heilige Brücke auf einer Karte von 1806

Die Heilige Brücke verbindet im Leipziger Bachviertel im Ortsteil Zentrum-West die Moschelesstraße mit der Straße Am Elsterwehr. Die am Elstermühlgraben vorhergehende Brücke ist der Peterssteg, die nachfolgende die Marschnerbrücke.
Die Heilige Brücke ist eine Stahlbogenbrücke von 25 Metern Länge und 4,5 Metern Breite. Außer den Uferauflagern besitzt sie zwei Stützen. Der Bodenbelag ist Kunststoff, der von in das Geländer integrierten Bodenstrahlern beleuchtet wird. Auf der Unterseite der Brücke verlaufen Versorgungsleitungen. Die Geländer bestehen aus einem Gitterwerk mit einem oberen Sicherungsrohr und einem Handlauf.

## Geschichte
Am Ort der heutigen Brücke war eine alte Brückenstelle über die Elster zu den westlich Leipzigs gelegenen Wiesen. Auf einer Karte von 1806 trug die Brücke bereits den heutigen Namen. Damals noch ein Holzsteg, wurde sie seither, inzwischen lange innerhalb der Stadt liegend, mehrfach erneuert, bisher letztmalig zum Beginn der 2000er Jahre. Nach dem Plan des Leipziger Architekturbüros Bernd Sikora wurde die oben beschriebene Stahlbogenbrücke 2003 fertiggestellt.

## Zum Namen
Der Name der Brücke ist mit einer Leipziger Sage verbunden. Ferdinand Backhaus hat sie 1844 wohl als Erster – entsprechend ausgeschmückt – in seinem Buch Sagen der Stadt Leipzig niedergeschrieben. Andere Varianten stammen von Johann Georg Theodor Grässe (1855) sowie Jürgen Friedel in Leipzig-Lese.
Der Inhalt der Sage lautet kurz gefasst: Nach einer Intrige und einer Verwechslung nahm eine Zwillingsschwester die Todesstrafe auf sich, die über ihre Schwester verhängt worden war, nachdem diese – der Liebe wegen – aus dem Leipziger Zisterzienserinnenkloster St. Georg geflohen war. Vollstreckt wurde die Todesstrafe durch Ertränken an der Stelle der Brücke. Als die noch Lebende vom Opfertod ihrer Schwester erfuhr, verlor sie die Lust am Leben und wurde eines Tages tot an der Brücke gefunden. Bald wurde die Schwesternliebe allerorts gepriesen, und man sprach von den beiden wie von Heiligen; daher der Name der Brücke.